# Neodrymonia taipoensis
Neodrymonia taipoensis är en fjärilsart som beskrevs av Anthony C. Galsworthy 1997. Neodrymonia taipoensis ingår i släktet Neodrymonia och familjen tandspinnare. Inga underarter finns listade i Catalogue of Life.